# سفیزف

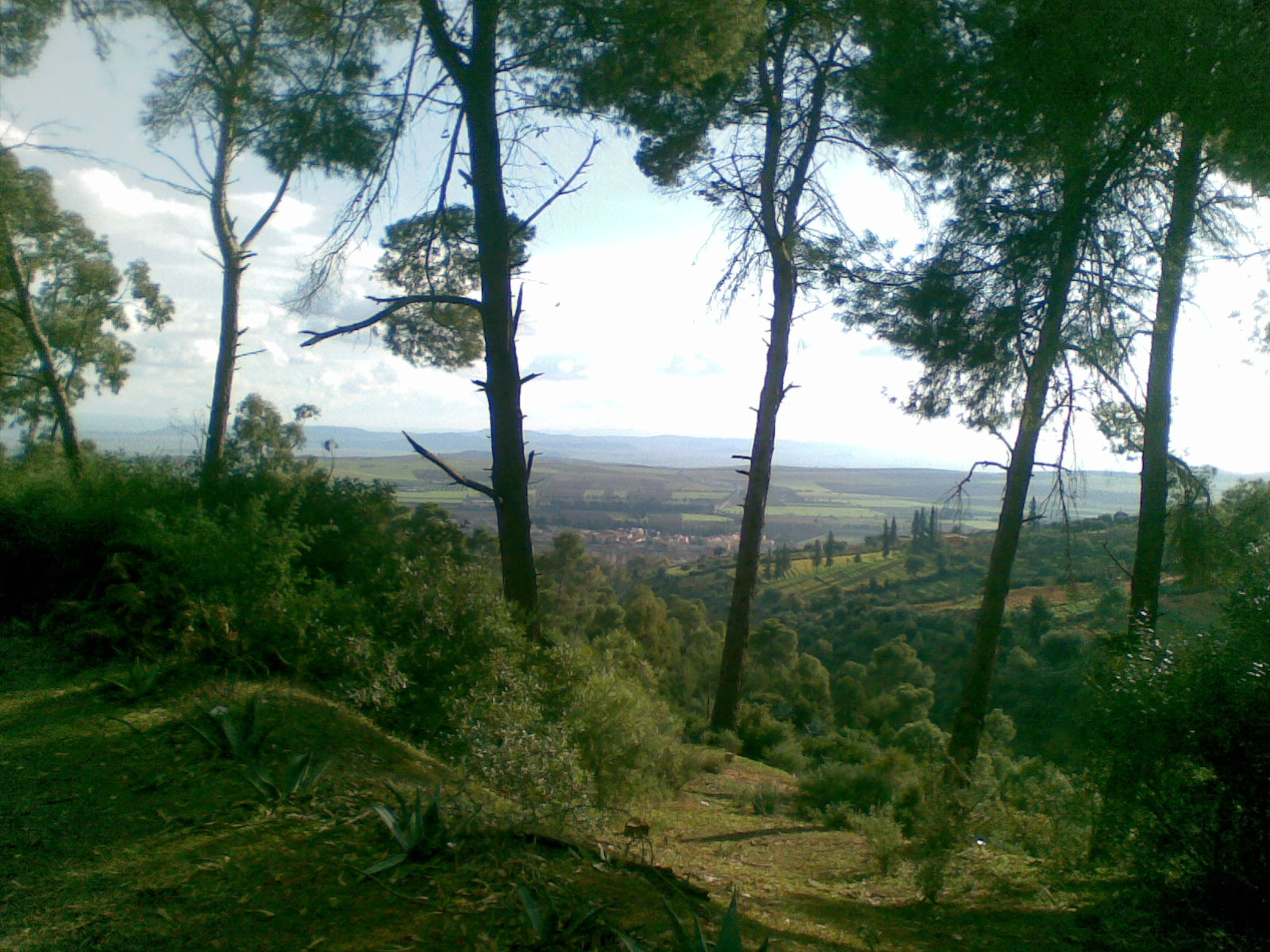
استان سیدی بلعباس در الجزایر

سفیزف (به عربی: سفيزف) یک شهرداری در الجزایر است که در استان سیدی بلعباس واقع شده‌است.